# Ejército Ruso de Liberación
El Ejército Ruso de Liberación (en ruso: Русская освободительная армия, Rússkaya osvobodítelnaya ármiya; ROA, por sus siglas en alfabeto latino), también conocido como el «Ejército de Vlásov» por su comandante Andréi Vlásov, fue una formación militar rusa colaboracionista de la Alemania Nazi durante la Segunda Guerra Mundial. 
Vlasov, un general soviético, aceptó colaborar con la Alemania nazi tras haber sido capturado en el Frente Oriental. Los soldados bajo su mando eran en su mayoría antiguos prisioneros de guerra soviéticos, pero también incluían rusos blancos emigrados, algunos de los cuales eran veteranos del Ejército Blanco anticomunista de la Guerra Civil rusa (1917-23). El 14 de noviembre de 1944, pasó a llamarse oficialmente Comité para la Liberación de los Pueblos de Rusia, constituyéndose el KONR como órgano político al que el ejército juró lealtad. El 28 de enero de 1945 se declaró oficialmente que las divisiones rusas dejaban de formar parte del ejército alemán y pasaban a estar directamente bajo el mando del KONR.
En mayo de 1945, los miembros del ROA cambiaron de bando y se unieron a la insurrección de Praga.

## Historia

### Orígenes
Después de la invasión nazi a la URSS, algunos grupos de soldados del Ejército Rojo se entregaron a medida que progresaba el avance alemán; una parte incluso se ofreció voluntariamente para el servicio en la Wehrmacht con esperanzas de generar un movimiento que, al fin y al cabo, acabase con el sistema soviético. Otros que habían caído prisioneros de los alemanes lo hicieron como medio para huir de los campos de prisioneros alemanes.
Los voluntarios rusos que se alistaron en la Wehrmacht usaban un parche del Ejército de Liberación de Rusia (ROA, por sus siglas en ruso), un Ejército que en aquel entonces no existía como tal, pero que se presentó como una realidad por la propaganda nazi. Estos voluntarios (llamados Hiwi, un acrónimo de Hilfswilliger que significa 'dispuesto a ayudar') no estaban bajo el control de ningún tipo de organización rusa anticomunista en el exilio, sino que estaban exclusivamente bajo mando alemán, no participaban en los combates y se les empleaba solo en tareas auxiliares. Pronto, varios comandantes alemanes comenzaron a formar pequeñas unidades armadas principalmente utilizadas para combatir las actividades de los partisanos soviéticos en las zonas ocupadas.
Hitler aceptó la idea de utilizar en la propaganda el concepto de "Ejército Ruso de Liberación" siempre que no se formase en realidad ninguna unidad militar de tales características. Como resultado, algunos soldados soviéticos se rindieron o desertaron con la esperanza de unirse a un cuerpo militar ruso que en verdad no existía. Mientras tanto, el general Vlásov, en colaboración con sus partidarios alemanes y rusos, presionó con vehemencia al alto mando alemán con la intención de obtener su permiso para crear una unidad militar real, exclusivamente bajo mando ruso. Los mandos alemanes rechazaron repetidamente estas peticiones con rotundidad y se negaron incluso a contemplar tal posibilidad. A pesar de esto, Vlásov y sus seguidores pensaron que Hitler acabaría por entender la inutilidad de una guerra contra la Unión Soviética sin contar con la ayuda de los propios rusos y que esto conduciría a que se aviniese a otorgar sus demandas.
A mediados de 1943 varios cientos de miles de voluntarios de origen soviético estaban sirviendo en las fuerzas alemanas, ya fuese como Hiwis o en unidades de voluntarios del Este (denominadas Osteinheiten o landeseigene Verbände), independientemente de las discusiones políticas sobre la situación oficial de Vlásov y el ROA. Estas fuerzas se desplegaron generalmente en la retaguardia de los ejércitos y grupos del ejército en el Frente Oriental con funciones de seguridad y constituían una parte importante de las fuerzas alemanas dedicadas a tratar de contrarrestar la actividad de los partisanos soviéticos, que se habían formado en 1942. A pesar de esto, los alemanes mantuvieron una constante preocupación por la lealtad de estas tropas, que aumentó con los reveses militares del verano de 1943. El 12 de septiembre, por ejemplo, el 2.º Ejército tuvo que retirar al 2.º Batallón de Asalto a fin de hacer frente a lo que se describió como «motines y deserciones de varias de las unidades del este». Un comunicado militar alemán del 14 de septiembre indicaba que recientemente la desaparición de los hiwis había aumentado considerablemente. Después de una serie de motines y de una oleada de deserciones, los mandos alemanes decidieron en septiembre de 1942 que la fiabilidad de estas unidades había caído hasta niveles tan bajos que se habían convertido más en una carga que en una ventaja. En un informe de octubre de 1943, el 8.º Ejército llegó a una conclusión sombría: «Todos los voluntarios locales pasan a no ser fiables cuando entran en contacto con el enemigo. La razón principal de la falta de fiabilidad es el empleo de estos voluntarios en el este». Dos días antes, el ejército había tomado medidas que debían adoptarse en caso de nuevos casos de rebelión o falta de lealtad. Dado que se consideró que la situación mejoraría si se eliminaba el contacto de estas unidades con la población local, se decidió enviarlos al Frente Occidental, adonde fueron trasladados la mayoría de ellos entre finales de 1943 y principios de 1944.
Gran número de estos batallones se integraron entonces en las divisiones que servían en Europa Occidental. Algunos de estos soldados estaban de servicio en Normandía el Día D, y escasos de equipo o de motivación para enfrentarse a los Aliados, se rindieron rápidamente. No obstante, hubo casos de encarnizada resistencia, causada por la propaganda aliada que prometía la rápida repatriación de los voluntarios rusos a la Unión Soviética si se rendían.
En total 71 batallones acabaron sirviendo en el Frente Oriental, mientras que otros 42 batallones lo hicieron combatiendo en Bélgica, Finlandia, Francia e Italia.

### Formación del ROA y la lucha contra el Ejército Rojo
El ROA no existió oficialmente hasta el otoño de 1944, cuando Heinrich Himmler convenció a un Hitler muy reacio a permitir la formación de diez divisiones del Ejército de Liberación Ruso (la historiografía soviética a menudo incluye erróneamente a todos los rusos que lucharon en el lado alemán como vlásovtsy, esto es, 'seguidores de Vlásov').
Vlásov expuso el «Manifiesto de Praga» ante el Comité para la Liberación de los Pueblos de Rusia, recién creado, el 14 de diciembre de 1944. Este documento indicaba los objetivos de la lucha contra Stalin y enumeraba 14 puntos de carácter democrático por los que luchaba el ROA. Vlásov rechazó los reiterados intentos de Hitler para que el documento incluyese postulados antisemitas, pero se vio obligado a incluir una declaración criticando a los Aliados occidentales, calificándolos de «plutocracias aliadas de Stalin en su conquista de Europa».
En febrero de 1945 solo se había formado una división, la 1.ª de Infantería (600.ª de infantería alemana) bajo el mando del general Serguéi Bunyachenko. Creada en Münsingen, luchó brevemente en el frente del Óder antes de cambiar de bando y ayudar a los partisanos de Checoslovaquia a liberar la ciudad de Praga. Una segunda división, la 2.ª de Infantería (650.ª de infantería alemana), estaba aún incompleta cuando partió del cuartel de Heuberg y se envió al frente al mando del general Mijaíl Meándrov. Se unió a ella un gran número de trabajadores de Europa del Este que hizo que casi doblase su tamaño original mientras se dirigía hacia el sur.
Otras unidades rusas como el Cuerpo Ruso, el XV. Cuerpo Cosaco de Caballería de las SS del general Helmuth von Pannwitz, el campamento de los cosacos del atamán Dománov y otras formadas principalmente por rusos blancos emigrados habían accedido a engrosar el Ejército de Vlásov. Sin embargo, sus miembros formaron parte del nuevo ejército solo formalmente, ya que los acontecimientos no permitieron que Vlásov utilizase a estos hombres en ninguna operación.
El único episodio de combate que llevó a cabo el ROA contra el Ejército Rojo tuvo lugar a orillas del Óder, el 11 de abril de 1945, en gran parte por la insistencia de Heinrich Himmler, que buscaba probar la fiabilidad de las tropas rusas colaboracionistas. Después de tres días, la primera división tuvo que retirarse al verse superada en número. No se supo de deserciones hacia el lado soviético pero se informó, sin embargo, que 300 soldados del Ejército Rojo se habían entregado durante la batalla.[cita requerida]
Vlásov ordenó entonces a la primera división marchar al sur para concentrar todas las fuerzas anticomunistas rusas que le eran leales. Pretendía rendirse a los Aliados en términos favorables que evitasen toda posibilidad de ser repatriados a la Unión Soviética. Vlásov envió varias delegaciones secretas para negociar una rendición con los Aliados y esperaba que simpatizaran con los objetivos del ROA y quizá aceptaran utilizarlo en una futura guerra con la URSS.

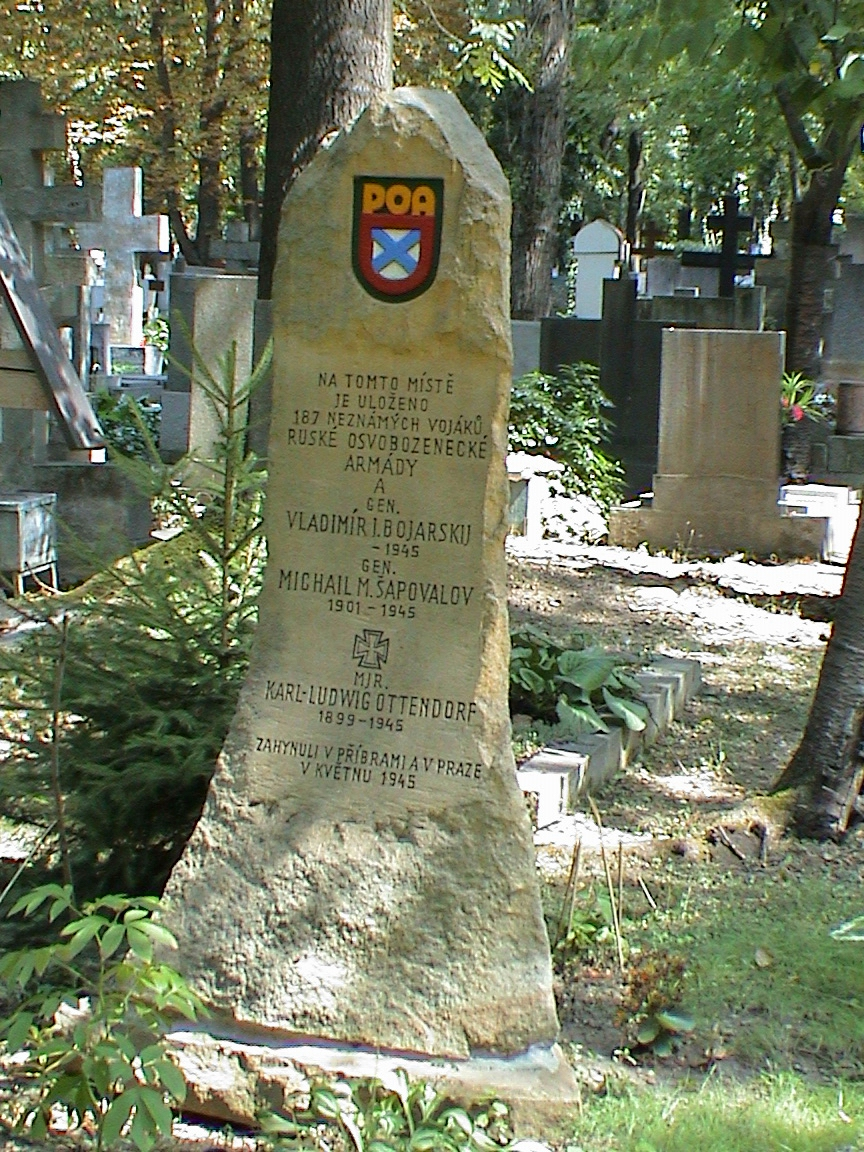
Fosa común de dos generales y 187 soldados desconocidos del Ejército de Liberación de Rusia (ROA) en el cementerio de Praga.

### Lucha contra los alemanes y captura por los soviéticos
Durante la marcha hacia el sur, la primera división de la ROA acudió en ayuda de los insurgentes checoslovacos en el Levantamiento de Praga, que comenzó el 5 de mayo de 1945 contra la ocupación alemana. Andréi Vlásov se mostró reacio, pero al final no se opuso a la decisión de Bunyachenko de combatir a los alemanes.
La primera división se enfrentó a las Waffen-SS, que habían ido a arrasar la ciudad. Las unidades del ROA, equipadas con armamento pesado, se defendieron del implacable asalto de las SS y, junto con los partisanos checoslovacos, lograron preservar la mayor parte de Praga de la destrucción. Debido al predominio de los comunistas entre los partisanos checoslovacos, la primera división tuvo que abandonar la ciudad al día siguiente y trató de entregarse al Tercer Ejército de EE. UU., al mando del general George Patton. Los Aliados, sin embargo, tenían poco interés en ayudar o dar refugio al ROA por temor a que esto dañase las entonces buenas relaciones con Moscú. Poco después del intento fallido de entrega a los norteamericanos, Vlásov y muchos de sus hombres fueron capturados por los soviéticos.

### Fin del ROA
Los Aliados empezaron a extraditar a los prisioneros del ROA bajo su control hacia la URSS. Sin embargo, algunos oficiales aliados que simpatizaban con aquellos les permitieron escapar en pequeños grupos a las zonas controladas por los estadounidenses. Cabe señalar también que el Principado de Liechtenstein hizo caso omiso de las exigencias soviéticas de extraditar a soldados y oficiales del ROA que entraron en su territorio y solicitaron asilo político en el pequeño país alpino. Finalmente, les permitieron que emigrasen a Argentina.
La Unión Soviética consideró traidores a todos los soldados del ROA (vlásovtsy). Los soldados repatriados fueron juzgados y condenados a reclusión en campos de prisioneros. Vlásov y otros dirigentes del ROA fueron juzgados, condenados y ahorcados en Moscú el 1 de agosto de 1946.